# Phillips (konstruktor)
Phillips – amerykański konstruktor samochodów wyścigowych biorących udział w Indianapolis 500 w latach 1954–1960.
Kierowcami samochodów Phillips byli Don Freeland, Don Branson i Bob Veith.